# Secondo Campini
Secondo Campini (Bolonha, 28 de agosto de 1904 — Milão, 7 de fevereiro de 1980) foi um engenheiro italiano e um dos pioneiros no desenvolvimento do motor a jato.
Em 1931 Capini escreveu uma proposta para o Ministério Italiano do Ar acerca do valor da propulsão a jato e, em 1932, demonstrou um barco a jato em Veneza. Com o apoio do Ministério do Ar, começou a trabalhar com um fabricante de aviões, Caproni para desenvolver um novo avião a jato, o Caproni Campini N.1, o qual voou pela primeira vez em 1940.
O "Termojato", que Campini desenvolveu para impulsionar esse avião, é substancialmente diferente dos motores a jato de hoje. O motor de Campini usava um simples motor a combustão para comprimir o ar que era então inflamado. Os modernos motores a jato são baseados no princípio do turbojato, mas o jato de Campini era não obstante um jato verdadeiro, dado que era a força de reação da exaustão dos gases que impulsionava o avião.
Depois da Segunda Guerra Mundial Campini emigrou para os Estados Unidos. No início de 1948 trabalhou em projetos militares, incluindo o bombardeiro asa-voadora YB-49.